# Colata detritica

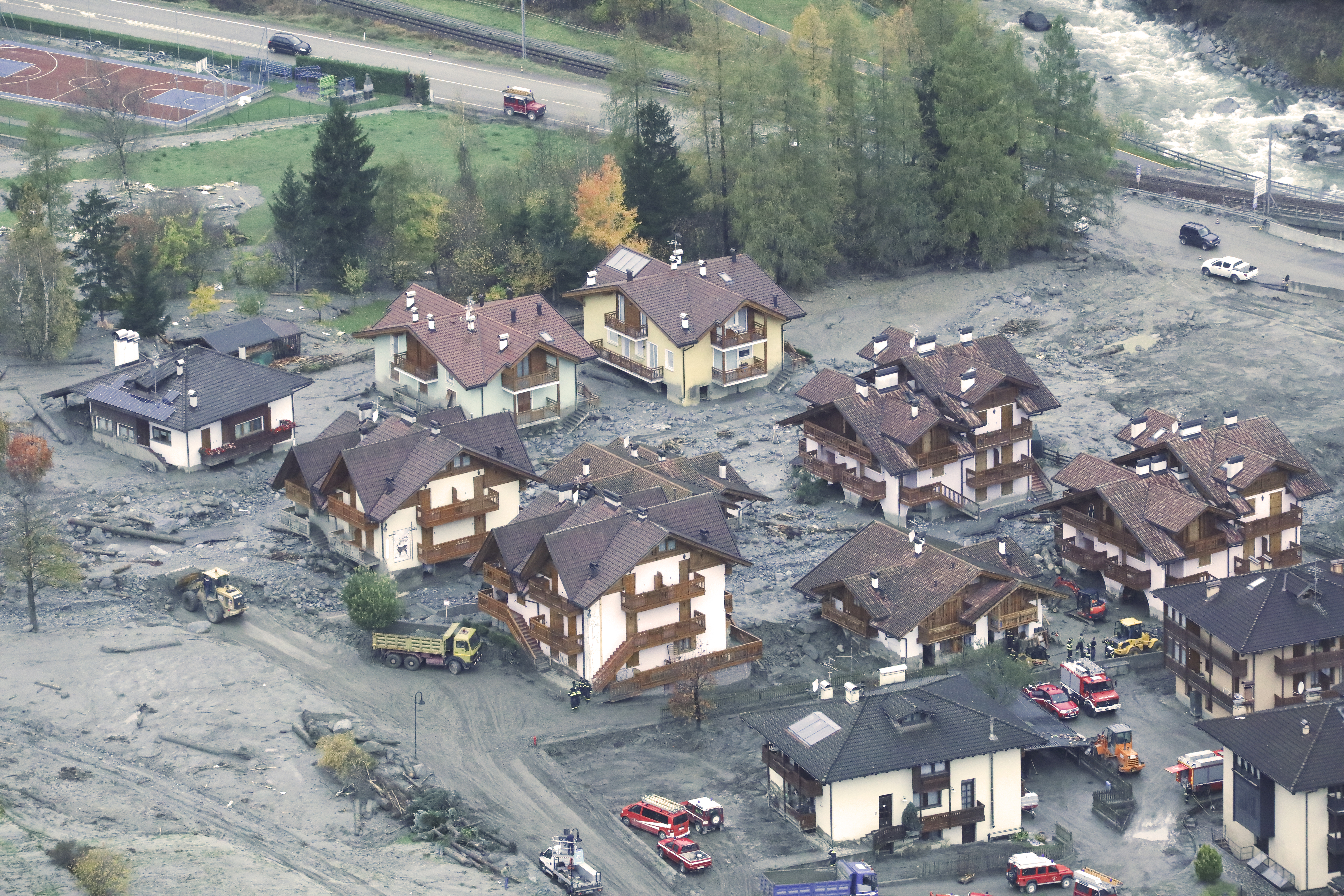
Dimaro colpito da una colata detritica nel 2018

La colata detritica (in inglese debris flow) è un tipo di frana che consiste nel movimento verso valle, lungo un versante o nel greto di un torrente, di materiale detritico anche di notevoli dimensioni, solitamente accompagnato da una notevole quantità d'acqua, anche se sono possibili colate anche in materiale asciutto. La pericolosità delle colate detritiche è dovuta alla loro velocità di propagazione e alla notevole forza di impatto che, in caso avvengano in aree antropizzate, sono in grado di causare vittime e abbattere grossi edifici.

## Caratteristiche
Le colate detritiche presentano elevate concentrazioni di materiale detritico, che si muove verso valle percorrendo anche grandi distanze con velocità variabili da pochi cm/s sino a circa 25 m/s (Sassa, 1987). Il materiale trasportato ha granulometria molto variabile ed un singolo fenomeno si manifesta frequentemente con ondate successive (pulsazioni) dovute a temporanee ostruzioni del canale di trasporto, ed è per questa ragione che tali fenomeni, in analogia con le colate laviche, prendono anche il nome di lave torrentizie.
Le colate detritiche sono fenomeni diffusi nella maggior parte delle fasce climatiche, dalle regioni desertiche a quelle alpine e rivestono una notevole importanza sia per la loro influenza sull'evoluzione morfologica dei bacini idrografici nei quali avvengono, sia per il rischio potenziale che determinano sui conoidi alluvionali, a causa della loro elevata capacità distruttiva. In tali aree, aumenti improvvisi di disponibilità idrica, dovuti comunemente a piogge intense quali i temporali estivi o alla rapida fusione di nevai, possono provocare, con lo scorrimento dell'acqua lungo i pendii, la mobilitazione di ingenti quantità di detrito che vanno a formare una colata detritica.
Le colate detritiche consistono solitamente in miscugli di acqua con terreno a grana fine (limo e argilla) e/o grossolano ad elevata concentrazione, cui si associano spesso tronchi d'albero ed altri detriti vegetali. Si forma così una massa incoerente di detrito, sostenuta e trasportata dalla massa d'acqua, senza una netta separazione tra la fase solida e quella liquida. Il comportamento di una colata di detrito può essere assimilato a quello di un fluido non newtoniano, caratterizzato da una variazione della resistenza alla deformazione tangenziale interna non linearmente proporzionale alla velocità della deformazione stessa. In certi casi, inoltre, i moti convettivi che si sviluppano all'interno della colata unitamente ai continui urti tra i detriti trasportati possono mantenere in superficie i massi di maggiori dimensioni raccolti lungo il percorso, che vanno poi a concentrarsi sulla sommità del deposito, formando caratteristici depositi con gradienti inversi della distribuzione granulometrica.
Tradizionalmente si riconoscono nelle colate i seguenti regimi (Takahashi, 1991):
- macroviscoso: il moto è lento e i sedimenti si muovono in maniera ordinata (il fluido interstiziale però non è necessariamente in moto laminare);
- grano-inerziale: in presenza di materiale grossolano in alte concentrazioni e di alte velocità - e quindi di un forte gradiente di deformazione della miscela - il comportamento risultante è governato dalle collisioni (una conseguenza è la cosiddetta "gradazione inversa" dei sedimenti);
- turbolento: tipico per miscele con elevate concentrazioni di materiale coesivo, il fluido può essere rappresentato in prima approssimazione con il modello newtoniano ma con una correzione della viscosità e tenendo eventualmente in considerazione la tensione di soglia (o yield strength);

Una stessa colata tuttavia può, durante il suo percorso verso valle, mutare le proprie caratteristiche da un tipo all'altro (e.g. il regime macroviscoso si riscontra usualmente durante la fase di arresto).
In letteratura sono stati anche proposti numerosi modelli per simulare il tasso di erosione e di deposito per la fase di propagazione e di arresto.